# Al Ras (metropolitana di Dubai)
Al Ras (in arabo الراس, āl-Rās) è una stazione della metropolitana di Dubai della linea verde. Venne inaugurata il 9 settembre 2011 e aperta al pubblico il giorno successivo.